# Обсессивно-компульсивное расстройство
Обсесси́вно-компульси́вное расстро́йство (от лат. obsessio — «осада; перехватывание», obsessio — «одержимость идеей» и compello — «принуждаю», compulsio — «принуждение»), аббрев. ОКР, также невро́з навя́зчивых состоя́ний — психическое расстройство, проявляющееся в непроизвольно возникающих навязчивых, мешающих или пугающих мыслях (обсессиях), а также в том, что человек постоянно и безуспешно пытается избавиться от вызванной этими мыслями тревоги с помощью столь же навязчивых и утомительных действий (компульсий). Иногда отдельно выделяется обсессивное (преимущественно навязчивые мысли — F42.0) и отдельно компульсивное (преимущественно навязчивые действия — F42.1) расстройства.
Может иметь хронический, прогрессирующий или эпизодический характер.
В ходе аномального изменения высшей нервной деятельности происходит укоренение навязчивых мыслей, обсессий. Они не поддаются контролю, человек не может избавиться от них волевым усилием. Обычно они крайне мучительны. Для облегчения тревожности, общего состояния создаётся ритуал или даже система причудливых, странных ритуалов, называемых «компульсиями». В отличие от страдающих шизофренией, индивиды, страдающие ОКР, полностью осознают болезненность своих переживаний, состояние угнетает их.
Обсессивно-компульсивное расстройство характеризуется развитием навязчивых мыслей, воспоминаний, фантазий, движений и действий, а также разнообразными патологическими страхами (фобиями).
Обсессивно-компульсивное расстройство стоит отличать от случаев, когда человек сознательно совершает действия вследствие личных заблуждений относительно реальности. Например, в дерматологии известны случаи функционального и органического ухудшения состояния кожи вследствие дерматозойного бреда. Для выявления обсессивно-компульсивного расстройства используют так называемую «шкалу Йеля-Брауна».
Для лечения от ОКР применяют когнитивно-поведенческую психотерапию. Одним из эффективных является метод «4 шагов» американского нейробиолога Джеффри Шварца.

## Эпидемиология

Годы жизни, потерянные по нетрудоспособности (DALY) из-за ОКР на 100 000 человек в 2002 году (показатель скорректирован с учётом средней продолжительности жизни в стране)
нет данных
меньше 45
45–52,5
52,5–60
60–67,5
67,5–75
75–82,5
82,5–90
90–97,5
97,5–105
105–112,5
112,5–120
больше 120

На данный момент информация по исследованию эпидемиологии ОКР весьма противоречивая. Это связано с различными методологическими подходами к её подсчёту, которые сложились исторически в связи с разными диагностическими критериями, а также недостаточным уровнем исследованности расстройства, диссимуляцией и гипердиагностикой.
Довольно часто указывается распространённость ОКР в пределах 1—3 %. По другим уточнённым данным, распространённость его примерно 1—3:100 у взрослых и 1:200—500 у детей и подростков, хотя распознанные клинически случаи встречаются реже (0,05—1 %), так как у многих это расстройство может быть не диагностировано из-за стигматизации.

### Начало болезни. Первая врачебная консультация. Тяжесть ОКР
Обсессивно-компульсивное расстройство чаще всего начинается в возрасте от 10 до 30 лет. При этом первое посещение психиатра наступает обычно только между 25 и 35 годами. Между началом болезни и первой консультацией может пройти до 7,5 лет. Средний возраст госпитализации — 31,6 года.
Период распространения ОКР увеличивается пропорционально периоду наблюдения. За период 12 месяцев он равен 84:100000, за 18 месяцев — 109:100000, 134:100000 и 160:100000 за 24 и 36 месяцев, соответственно. Этот подъём превышает ожидаемый для хронической болезни с оказываемой необходимой медицинской помощью в стабильной популяции. В течение 38 месяцев, доступных для исследования, у 43 % пациентов диагноз, поставленный при исследовании, не был занесён в официальную медицинскую карту амбулаторного больного. 19 % не посещали психиатра вообще. Однако посетили психиатра как минимум раз на протяжении 1998—2000 года 43 % пациентов. Средняя частота посещения психиатра на 967 пациентов — 6 раз за 3 года. На основе этих данных можно сделать вывод, что больные с обсессивно-компульсивным расстройством посещают психиатров недостаточно.
При первом врачебном осмотре только в одном из 13 новых случаев у детей и подростков и одном среди 23 взрослых степень ОКР по шкале Йеля-Брауна в исследовании англ. CNCG study была тяжёлой. Если не учитывать 31 % случаев с сомнительными критериями, количество таких случаев возрастает к 1:9 лицам до 18 лет и 1:15 после. Пропорция лёгкой, средней и тяжёлой степени выраженности являлась одинаковой как среди впервые выявленных случаев ОКР, так и среди случаев, выявленных ранее. Она составляла 2:1:3=лёгкая: средняя: тяжёлая степень.

### ОКР и социальные условия, в том числе семейная жизнь. Половые различия
ОКР встречается у представителей всех социоэкономических уровней. Исследования по распределению больных по классам противоречивы. Согласно одному из них, 1,5 % больных принадлежат к высшему социальному классу, 23,81 % — к высшему среднему классу и 53,97 % — к среднему классу. Согласно другому, среди больных из Сантьяго большую склонность к заболеванию проявлял низший класс. Данные исследования существенны для здравоохранения, так как больные из низшего класса не всегда могут получить необходимую помощь. Распространённость ОКР также связана с уровнем образования. Частота болезни ниже у тех, кто окончил высшее учебное заведение (1,9 %), чем у тех, кто не имеет высшего образования (3,4 %). Однако среди тех, кто окончил высшее учебное заведение, частота выше у тех, кто окончил его с учёной степенью (соответственно 3,1 % : 2,4 %). Большинство больных, пришедших на консультацию, не может учиться или работать, а если может, делает это на очень низком уровне. Полноценно могут работать только 26 % больных.
До 48 % больных ОКР — холостые. Если степень болезни тяжёлая до свадьбы, шанс на брачный союз уменьшается, а если его заключают, в половине случаев возникают проблемы в семье.
Существуют определённые половые различия в эпидемиологии ОКР. В возрасте до 65 лет болезнь была чаще диагностирована у мужчин (кроме периода 25—34 года), а после — у женщин. Максимальное различие с перевесом больных мужчин наблюдалось в период 11—17 лет. После 65 в обеих группах частота обсессивно-компульсивного расстройства падала. 68 % госпитализированных — женщины.

### ОКР и интеллект
Хотя ранее ОКР ассоциировалось с высоким интеллектом, выяснилось, что это необязательно так. Обзор 2013 года показал, что люди с ОКР иногда могут иметь широкий спектр умеренных когнитивных нарушений; в значительной степени в отношении пространственной памяти, в меньшей степени в отношении вербальной памяти, беглости речи, исполнительных функций и скорости обработки данных, в то время как слуховое внимание существенно не пострадало. Люди с ОКР показывают нарушения в формулировании организационных стратегий кодирования информации, смене установок и двигательном и когнитивном торможении.
Конкретные подтипы симптомов при ОКР связаны со специфическими когнитивными нарушениями. Например, результаты одного метаанализа, сравнивавшего симптомы мытья рук и проверки вещей, показали, что «чистюли» превзошли «проверяльщиков» в восьми из десяти когнитивных тестах. Более высокие баллы по тестам на когнитивное торможение и вербальную память могут быть связаны с симптоматическим аспектом загрязнения и очистки.

### ОКР и психогенетика. Коморбидность
Близнецовый метод показывает высокую конкордантность среди монозиготных близнецов. Согласно исследованиям, у 18 % родителей пациентов, больных обсессивно-компульсивным расстройством, присутствуют психические расстройства: 7,5 % — ОКР, 5,5 % — алкоголизм, 3 % — ананкастное расстройство личности, психозы и аффективные расстройства — 2 %. Среди непсихических болезней родственники пациентов с этой болезнью часто страдают туберкулёзным менингитом, мигренью, эпилепсией, атеросклерозом и микседемой. Неизвестно, связаны ли эти заболевания с появлением ОКР у родственников таких больных. Однако абсолютно точных исследований генетики непсихических болезней среди больных обсессивно-компульсивным расстройством нет. 31 больной из 40 был первым или единственным ребёнком. Однако корреляции между пороками развития и развитием ОКР в будущем не было найдено. Коэффициент фертильности у пациентов с этой болезнью равен 0—3 для обоих полов. Число недоношенных детей у таких больных небольшое.
25 % больных ОКР коморбидных состояний не имели. 37 % страдали ещё одним психическим расстройством, 38 % — двумя и более. Наиболее частыми диагностируемыми состояниями были большое депрессивное расстройство (БДР), тревожное расстройство (в том числе тревожный невроз), паническое расстройство и острая реакция на стресс. У 6 % было диагностировано биполярное аффективное расстройство. Единственной разницей в половом соотношении было то, что у 5 % женщин было диагностировано расстройство приёма пищи. Среди детей и подростков 25 % больных обсессивно-компульсивным расстройством не имели других психических расстройств, 23 % имели 1, а 52 % — 2 и более. Наиболее частыми было БДР и СДВГ. При этом, как и среди здоровых лиц до 18 лет, СДВГ чаще был у мальчиков (в конкретном случае — в 2 раза). У 1 из 6 было диагностировано вызывающее оппозиционное расстройство и расстройство с чрезмерной тревогой (F93.8). У 1 из 9 девочек было расстройство приёма пищи. У мальчиков часто был синдром Туретта.

## Классификация
1. Классификация по Снежневскому, Шмаоновой (по особенностям течения):
  1. С однократным приступом болезни, который может продолжаться недели или годы;
  2. В виде рецидивов с периодами полного здоровья;
  3. Непрерывное течение с периодическим усилением симптоматики[18].
2. Классификация по МКБ-10:
  1. F42.0 Преимущественно навязчивые мысли или размышления (обсессии);
  2. F42.1 Преимущественно компульсивные действия (навязчивые ритуалы);
  3. F42.2 Смешанные навязчивые мысли и действия;
  4. F42.8 Другие обсессивно-компульсивные расстройства;
  5. F42.9 Обсессивно-компульсивное расстройство, неуказанное[19].

## История

### Античность и Средневековье
Навязчивые явления известны давно. С IV века до н. э. навязчивости входили в структуру меланхолии. Так, в её комплекс по Гиппократу входили:

«Страхи и уныние, существующие продолжительное время».

В Средневековье таких людей считали одержимыми.

### Новое время
Первое клиническое описание расстройства принадлежит Феликсу Платеру (1614 год). В 1621 году Робертом Бёртоном в книге «Анатомия меланхолии» был описан навязчивый страх смерти. Аналогичные навязчивые сомнения, опасения описывал в 1660 году Джереми Тейлор и Джон Мур, епископ Эльский. В Англии XVII века навязчивые состояния также причисляли к «религиозной меланхолии», однако, наоборот, считали, что происходят они из-за чрезмерного посвящения себя Богу.

### XIX век
В XIX веке впервые широко распространился термин «невроз», к которому и причислили навязчивости. Обсессии стали дифференцировать от бреда, а компульсии — от импульсивных действий. Влиятельные психиатры дискутировали, относить ли ОКР к расстройству эмоций, воли или интеллекта.
В 1827 году Жан-Этьен Доминик Эскироль описал одну из форм невроза навязчивых состояний — «болезнь сомнений» (фр. folie de doute). Он колебался между классификацией её как расстройства интеллекта и воли.
И. М. Балинский в 1858 году отметил, что у всех навязчивостей есть общая черта — чуждость сознанию, и предложил термин «навязчивое состояние». Представитель французской психиатрической школы Бенедикт Огюстен Морель в 1860 году считал причиной навязчивых состояний нарушение эмоций через болезнь автономной нервной системы, в то время как представители немецкой, В. Гризингер и его ученик Карл-Фридрих-Отто Вестфаль в 1877 году указывал, что они всплывают при незатронутом в других отношениях интеллекте и не могут им быть изгнаны из сознания, а в их основе лежит расстройство мышления, подобное паранойе. Именно термин последнего нем. Zwangsvorstellung, переведённый на английский в Великобритании как англ. obsession, а в США — англ. compulsion дал современное название болезни.

### XX век
В последней четверти XIX века неврастения включала в себя огромный список разных болезней, в том числе и ОКР, который всё ещё не считался отдельным заболеванием. В 1905 году Пьер Мария Феликс Жане выделил этот невроз из неврастении как отдельное заболевание и назвал его психастенией в своём труде фр. Les Obsessions et la Psychasthenie (Obsessions and Psychasthenia). В этом же году данные о нём систематизировал С. А. Суханов. Термин «психастения» стал широко применяться в российской и французской науке, в то время как в немецкой и английской использовался термин «невроз навязчивых состояний». В США его стали называть обсессивно-компульсивным неврозом. Разница здесь не только в терминологии. В отечественной психиатрии под неврозом навязчивых состояний понимают не только обсессивно-компульсивное расстройство, но и фобические тревожные расстройства (F40), которые как в МКБ-10, так и в DSM-IV-TR имеют разные обозначения. П. Жане и другие авторы рассматривали ОКР как заболевание, причиной которого являются врождённые особенности нервной системы. В начале 1910-х Зигмунд Фрейд относил обсессивно-компульсивное поведение к бессознательным конфликтам, которые проявляются в виде симптомов. Э. Крепелин помещал его не к психогениям, а к «конституциональным душевным заболеваниям» наряду с маниакально-депрессивным психозом и паранойей. Многие учёные относили его к психопатиям, а K. Kolle и некоторые другие — к эндогенным психозам типа шизофрении, но на данный момент его относят именно к неврозам.

## Симптомы и поведение больных. Клиническая картина
Больные ОКР — мнительные люди, склонные к редким максимально решительным действиям, что сразу заметно на фоне их доминирующего спокойствия. Основными признаками являются тягостные стереотипные, навязчивые (обсессивные) мысли, образы или влечения, воспринимающиеся как бессмысленные, которые в стереотипной форме вновь и вновь приходят на ум больному и вызывают безуспешную попытку сопротивления. К их характерным темам относятся:
- страх заражения или загрязнения;
- страх причинения вреда себе или другим;
- сексуально откровенные или жестокие мысли и образы;
- страх потерять или не иметь какие-то вещи, которые могут понадобиться;
- порядок и симметрия: идея, что всё должно быть выстроено «правильно»;
- суеверия, чрезмерное внимание к чему-то, что рассматривается как везение или невезение.

Компульсивные действия или ритуалы представляют собой повторяющиеся вновь и вновь стереотипные поступки, смысл которых заключается в предотвращении каких-либо объективно маловероятных событий или просто бессмысленные ритуалы. Обсессии и компульсии чаще переживаются как чужеродные, абсурдные и иррациональные. Пациент страдает от них и им сопротивляется.
Следующие симптомы являются показателями обсессивно-компульсивного расстройства:
- навязчивые, всё время повторяющиеся мысли;
- тревога, следующая этим мыслям;
- определённые и, с целью устранения тревоги, часто повторяемые одинаковые действия.

Классическим примером этой болезни считается страх загрязнения, при котором у больного каждое соприкосновение с грязными, по его мнению, предметами вызывает дискомфорт и, как следствие, навязчивые мысли. Чтобы избавиться от этих мыслей, он начинает мыть руки. Но даже если ему в какой-то момент кажется, что он достаточно вымыл руки, любое соприкосновение с «грязным» предметом заставляет его начать свой ритуал заново. Эти ритуалы позволяют пациенту достичь временного облегчения состояния. Несмотря на то, что больной осознаёт бессмысленность этих действий, бороться с ними он не в состоянии.

### Обсессии
Больные ОКР переживают навязчивые мысли (обсессии), как правило, неприятные. Спровоцировать обсессии способны любые незначительные события — такие, как посторонний кашель, соприкосновение с предметом, который воспринимается больным как нестерильный и неиндивидуальный (поручни, дверные ручки и т. п.), а также личные опасения, не связанные с чистотой. Обсессии могут носить страшный или непристойный характер, чаще чуждый личности больного. Обострения могут произойти в местах большого скопления людей, например, в общественном транспорте.

### Компульсии
Для борьбы с обсессиями больные применяют защитные действия (компульсии). Действия представляют собой ритуалы, призванные предотвращать или минимизировать опасения. Такие действия, как постоянное мытьё рук и умывание, сплёвывание слюны, многократное предотвращение потенциальной опасности (бесконечная проверка электроприборов, закрытия двери, закрытия молнии на ширинке), повторение слов, счёт. Например, с целью убедиться, что дверь закрыта, больному необходимо дёргать ручку определённое количество раз (при этом считать разы). Проведя ритуал, больной испытывает временное облегчение, переходя в «идеальное» постритуальное состояние. Однако спустя какое-то время всё повторяется заново.

## Этиология

Схематичная интерпретация передачи импульса между нейронами. Художник: Патрик Смит, фрагмент из рекламы компании «Pfizer»

На данный момент конкретный этиологический фактор неизвестен. Существует несколько обоснованных гипотез. Можно выделить 3 основные группы этиологических факторов:
1. Биологические[30]:
  1. Заболевания и функционально-анатомические особенности головного мозга[30]; особенности функционирования вегетативной нервной системы[31].
  2. Нарушения в обмене нейромедиаторов — в первую очередь, серотонина и дофамина, а также — норадреналина и ГАМК.
  3. Генетические — повышенная генетическая конкордантность[29][30].
  4. Инфекционный фактор (теория PANDAS-синдрома).
2. Психологические:
  1. Психоаналитическая теория.
  2. Теория И. П. Павлова и его последователей.
  3. Конституционно-типологические — различные акцентуации личности или характера.
  4. Экзогенно-психотравмирующие — семейные, половые или производственные.
3. Социологические (микро- и макросоциальные) и когнитивные теории (строгое религиозное воспитание, моделирование окружающей обстановки, неадекватный ответ на специфические ситуации)[30].

## Патогенез

### Психологические теории

#### Психоаналитическая теория

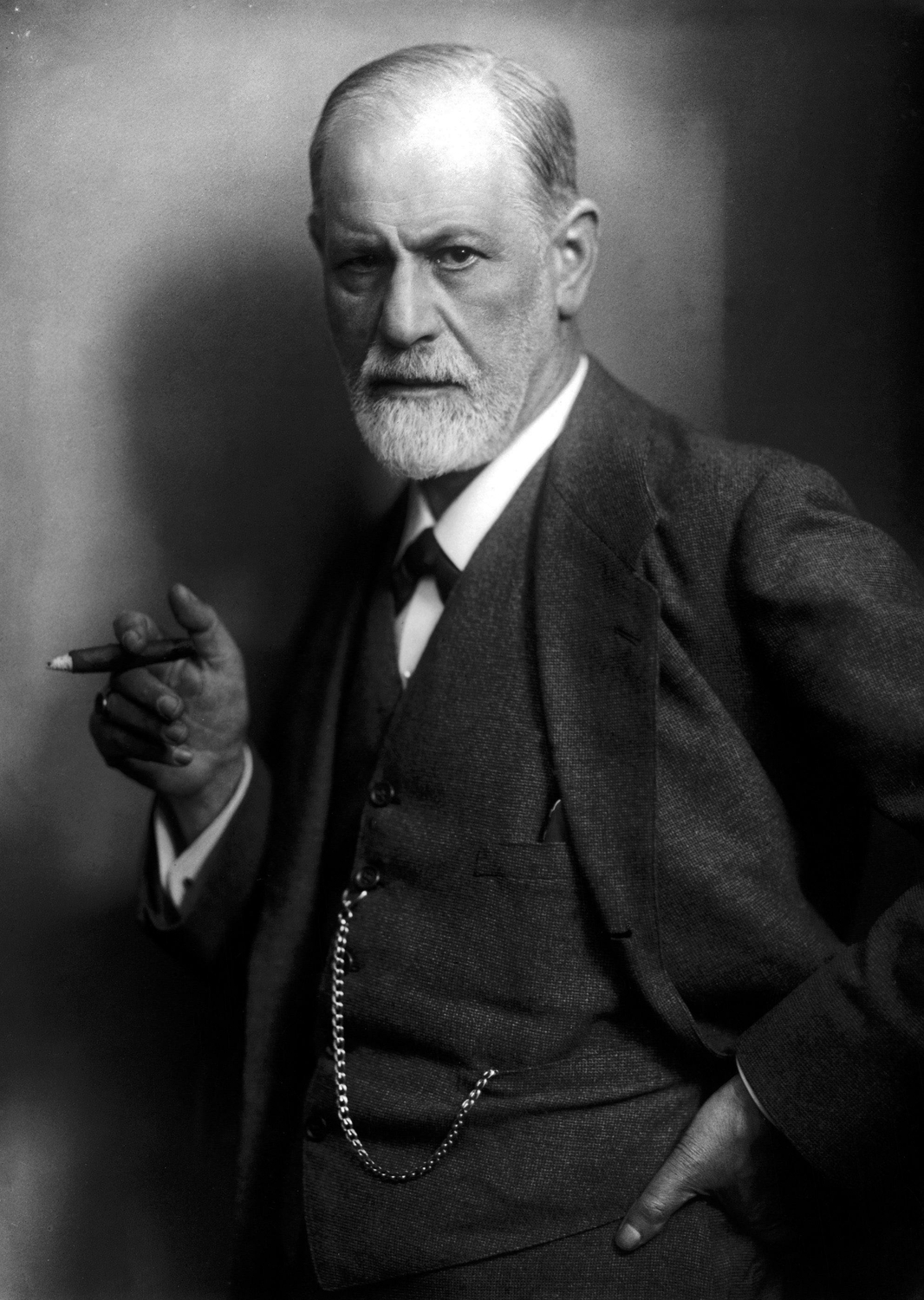
Зигмунд Фрейд — основатель психоанализа

В 1909 году Зигмунд Фрейд опубликовал работу 1907 г. «Заметки об одном случае невроза навязчивости», с описанием случая, вошедшего в историю как «Случай человека с крысой» (или Человека-крысы), описание психоанализа невроза навязчивых состояний. В ней Фрейд анализирует клинический случай, известный как «Случай человека с крысой», и показывает, как психоанализ помогает понять и лечить навязчивые состояния. Фрейд раскрывает, что навязчивые мысли и действия пациента связаны с его детскими травмами и подсознательными конфликтами, а не с крысой, как кажется на первый взгляд. Фрейд использует различные методы психоанализа, такие как свободная ассоциация, интерпретация сновидений и анализ бессознательных мотивов, чтобы выявить и разрешить эти проблемы.

#### Теория И. П. Павлова и его последователей

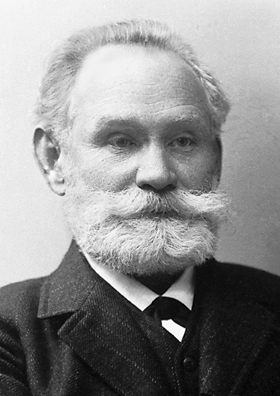
Академик и лауреат Нобелевской премии И. П. Павлов

По И. П. Павлову невроз навязчивых состояний возникает у людей с разными типами высшей нервной деятельности, но чаще — мыслительного «истинно человеческого типа».
Павлов считал, что у навязчивостей механизм общий с бредом. В основе обоих лежит патологическая инертность возбуждения, образование изолированных «больших пунктов» очагов необычной инертности, усиленной концентрированности, чрезвычайной тоничности возбуждения с развитием отрицательной индукции. Инертный очаг возбуждения при навязчивости не подавляет возбуждение конкурирующих очагов, как при бреде.
В дальнейшем И. П. Павлов предполагал, что суть патофизиологии нарушения не в инертном возбуждении, а в лабильности торможения. Так же считали его ученики М. К. Петрова и Ф. М. Майоров, несколько дополнив эти положения.
Сохранность критики к навязчивостям сохраняется из-за маленькой, по сравнению с бредом, интенсивности патологического возбуждения и, следовательно, меньшей силой и распространённостью отрицательной индукции.
А. Г. Иванов-Смоленский, ученик В. М. Бехтерева и сотрудник И. П. Павлова, утверждал, что есть навязчивые идеи возбуждения (обсессии, компульсии и некоторые фобии) и задержки, патологического торможения (агорафобия).
С. Н. Давиденков объяснял навязчивые сомнения инертностью и торможения, и возбуждения. Одновременно существуют несколько конкурирующих пунктов возбуждения, то есть оспаривающие друг друга побуждения к действию. При этом успокаивающая роль компульсий заключается в том, что возникает новый очаг концентрации возбуждения, который по механизму отрицательной индукции подавляет доминировавший прежде и обсессии исчезают или становятся слабее. В дальнейшем между очагами образуется прочная связь. Развил эту теорию Жоузе де Кастро.
Е. А. Попов, ученик И. П. Павлова, связывал кощунственные навязчивые мысли, контрастные влечения с ультрапарадоксальным торможением, когда возбуждаются центры, отвечающие за противоположные понятия. Он же считал, что навязчивые сомнения об удачно выполненных действиях связаны с наличием 2 пунктов возбуждения, и пункт сомнения, будучи «бо́льшим», подавляет «меньший» пункт, который отвечает за уверенность.
Теория И. П. Павлова и его последователей согласовывается с нейромедиаторной, однако первая описывает поражение мозга на организменном уровне, в то время как вторая — на субклеточном и молекулярном. В первой половине XX века данные о нейротрансмиттерах были очень скудными и касались в основном адреналина и ацетилхолина.

#### Конституционно-типологические факторы
В основе личности людей с ОКР часто выступают ананкастные черты.

#### Когнитивно-поведенческий подход
Согласно мнению сторонников когнитивно-поведенческой терапии, для пациентов с ОКР характерны такие иррациональные промежуточные установки, как долженствование, катастрофизация, перфекционизм, полярное мышление, оценочные суждения, низкая устойчивость к фрустрации. Наблюдаются следующие ошибочные убеждения:
- Убеждение, что любые усилия должны приводить к весомому результату.
- Уверенность, что неспособность быть совершенным наказуема.
- Убеждение, что благодаря специальным ритуалам можно избежать катастрофы.
- Убеждение в равнозначности мысли о действии самому действию.
- Приравнивание неспособности предотвращения определённых негативных вещей, происходящих с самим пациентом или другими людьми, к совершению негатива.
- Убеждение, что крайне низкая вероятность события не устраняет и не снижает ответственность за него.
- Приравнивание неспособности нейтрализации навязчивости к её реализации.
- Убеждение, что человек обязан и может осуществлять контроль над собственными мыслями.

У пациентов с ОКР выявляют такие типичные для них когнитивные ошибки, как страх потери контроля над своим поведением (страх безумия, связан с представлением о необходимости всё контролировать); страх причинения вреда, опасности другим людям в результате своих активных неконтролируемых действий, ошибочного поведения или пассивности либо вследствие своих навязчивых мыслей, представлений или фантазий; непереносимость тревоги, связанная с катастрофизацией тревоги и низкой устойчивости к фрустрации; чувство вины, стыда, ответственности за возникающие единичные и навязчивые мысли и представления негативного характера; чувство вины и стыда за навязчивое осуществление мыслительных и поведенческих ритуалов и др.

### Нейромедиаторная теория

#### Механизм, связанный с серотонином

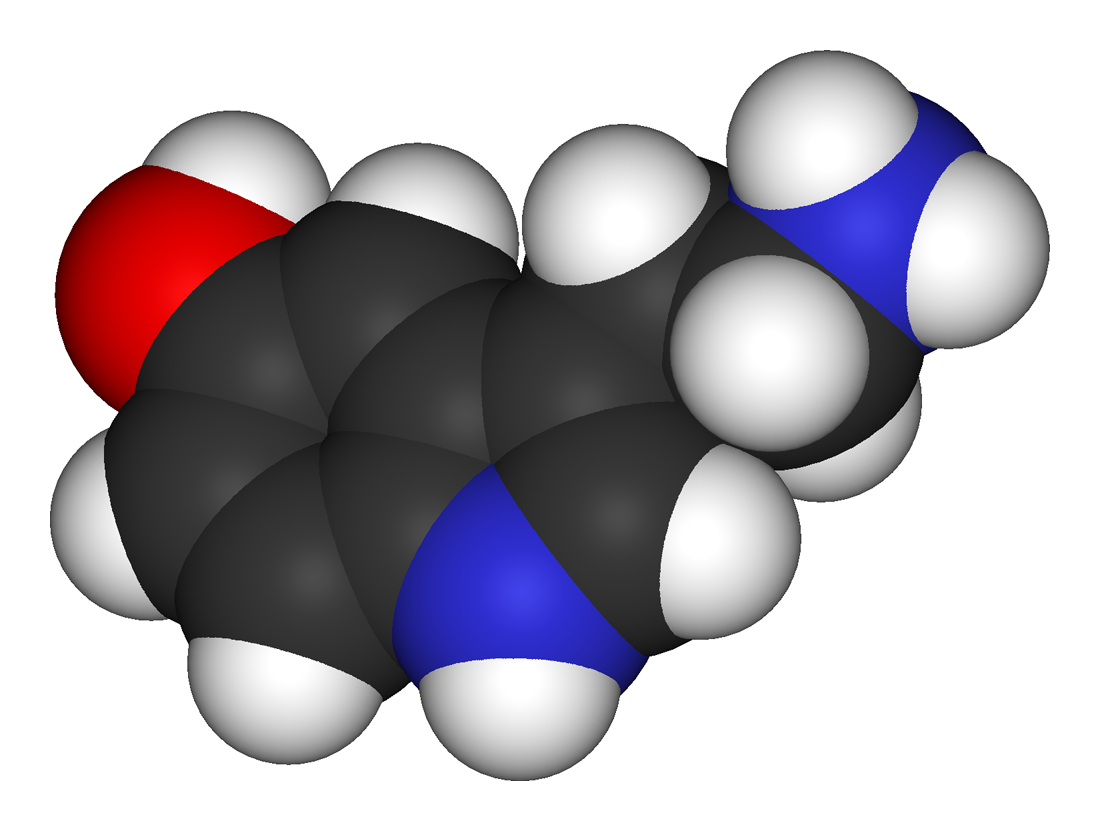
Серотонин

На данный момент неизвестно, что вызывает появление ОКР. В рамках нейрофизиологического подхода, исследователи выдвигают теорию о связи ОКР с нарушениями коммуникации между глазнично-лобной корой мозга и базальными ганглиями. Эти структуры мозга используют нейротрансмиттер серотонин для взаимодействия. Считается, что между ОКР и недостаточным уровнем серотонина есть связь. Процесс передачи информации между нейронами регулируется, в частности, обратным захватом нейротрансмиттеров в нейроны — нейротрансмиттер частично возвращается в испускающий нейрон, где ликвидируется моноаминоксидазой, что контролирует его уровень в синапсе. Предполагается, что у больных ОКР происходит повышенный обратный захват серотонина, и импульс не доходит до следующего нейрона. В пользу этой теории выступает то, что больные чувствуют пользу от приёма антидепрессантов класса селективных ингибиторов обратного захвата серотонина.
Изучается связь ОКР и сверхактивации рецептора 5-HT1B.

#### Механизм, связанный с дофамином

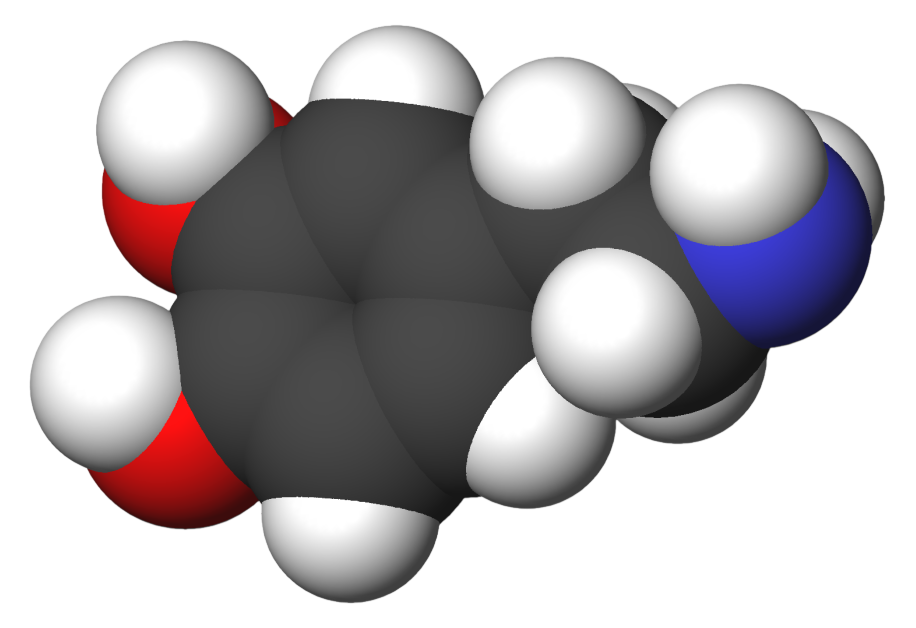
Дофамин

### Теория PANDAS-синдрома

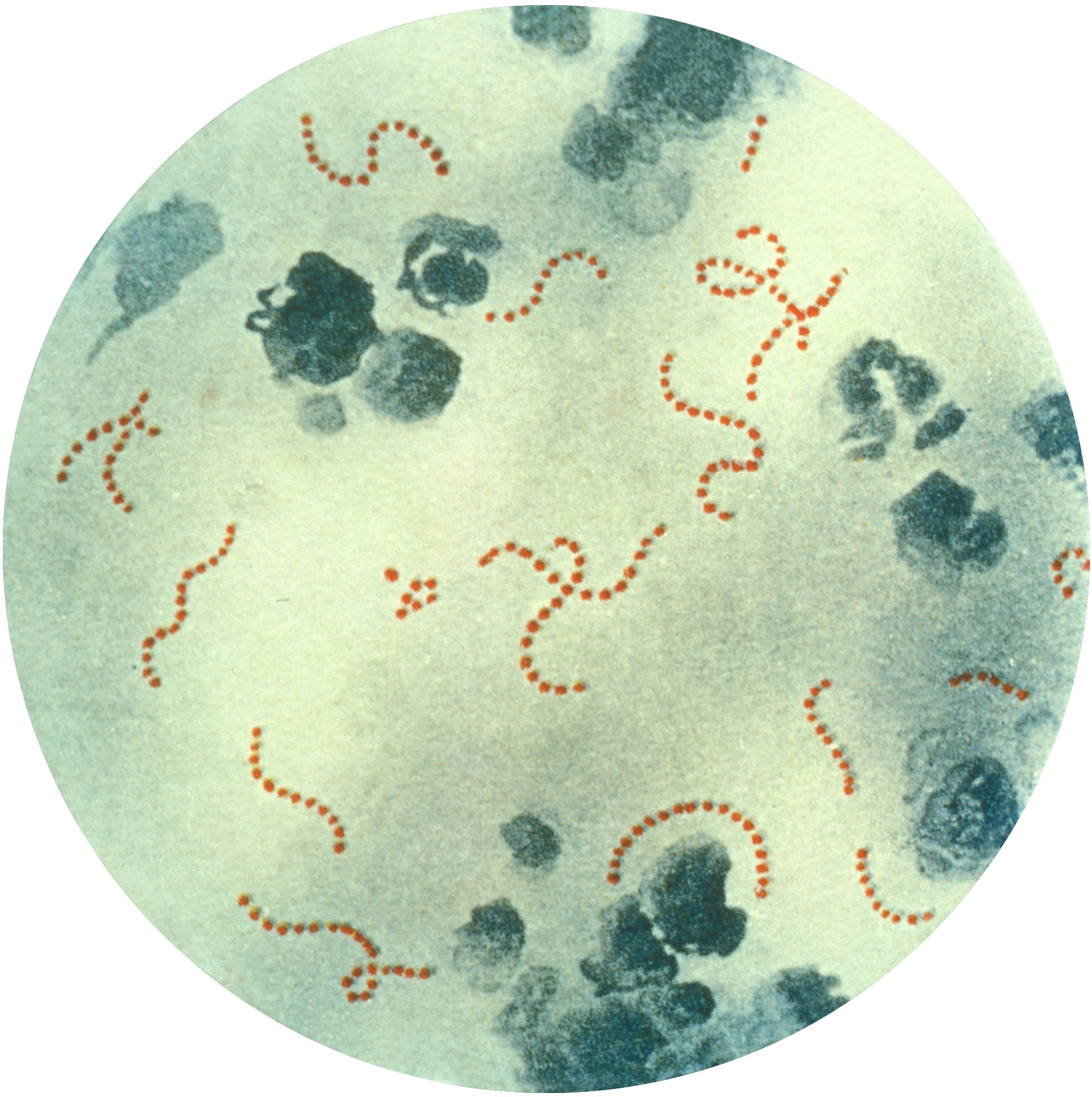
Стрептококк

Существует также теория, которая объясняет появление или ухудшение симптомов ОКР при стрептококковой инфекции. Эти бактерии вызывают, к примеру, ангину. Согласно этой теории, в процессе борьбы с бактериями антитела в теле пациента «случайно» разрушают другие ткани тела, а не бактерий. Это может вызвать артрит, а также ОКР, если разрушается, к примеру, ткань базальных ганглиев. Хотя эта причина ОКР является довольно редкой, она тем не менее объясняет некоторые случаи флуктуации симптомов, независимых от внешних воздействий (стресса). Так, ещё в 1905 году было отмечено ухудшение состояния при неврозе навязчивых состояний у взрослых в зависимости от экзогенных условий:

«При истощении навязчивые состояния усиливаются. Обострение их вы встретите после инфлуэнцы (гриппа), после родов, при кормлении, после какой-нибудь физической болезни».

### Генетическая теория
Возможно, способствуют ОКР генетические мутации. Они были обнаружены в человеческом гене переносчика серотонина, hSERT, у неродственных семей с ОКР. Он локализирован в 17 хромосоме, плечо q11.1—q12. В ней происходила транслокация аллеля L и соответственно генотип LL. Систематический обзор показал, что, хотя ни один аллель не был связан с ОКР в целом, у представителей европеоидной расы аллель L был связан с ОКР. Другой метаанализ выявил повышенный риск у лиц с гомозиготным аллелем S, но обнаружил, что генотип LS имел обратно пропорциональную связь с ОКВ.
Данные однояйцовых близнецов также подтверждают существование «наследственных факторов невротической тревоги». Кроме того, лица с ОКР чаще имеют членов семьи первой степени родства с этим расстройством, чем здоровые представители контрольной группы. В случаях, когда ОКР развивается в детстве, наследственный фактор гораздо сильнее, чем при развитии ОКР во взрослом возрасте (на генетические факторы может приходиться 45—65 % случаев ОКР у детей с этим диагнозом). Однако очевидно, что на экспрессивность генов влияют факторы внешней среды. Сейчас ведутся активные исследования в этом направлении.
Мутация была обнаружена в гене переносчика серотонина человека hSERT в семьях с ОКР, не имеющих родства.
Эволюционная психология утверждает, что компенсированное течение ОКР давало некоторое эволюционное преимущество. Например, умеренный постоянный контроль гигиены, очага или окружающей среды на наличие врагов. Ещё один пример — накопительное поведение у животных (хранение пищи в местах, скрытых от глаз как сородичей) могло предоставлять эволюционные преимущества. С этой точки зрения, ОКР может быть результатом большого количества предрасполагающих генов.

## Наследуемость ОКР
Накоплены обильные данные (см. ниже) геномных, близнецовых и семейных исследований наследуемости обсессивно-компульсивного расстройства и отдельных его симптомов. Отметка о том, что ОКР является заболеванием с существенной ролью наследственности, входят в DSM-5. Таким образом, роль наследственности в симптоматике этого расстройства является (по состоянию на 2013 год) общепризнанной в научном/медицинском сообществе.
Данные о наследуемости заболевания накапливаются с 1960-х годов. По результатам исследований 2009 года, генетические факторы составляют 45—65 % вариабельности симптомов ОКР. По данным обзора 2005 года, наследуемость обсессивно-компульсивных симптомов колеблется от 0,45 до 0,65 у детей и от 0,27 до 0,47 у взрослых. Вместе с более поздним исследованием эти данные указывают на то, что зависимость с возрастом проходит через максимум.
Данные о наследуемости согласуются с данными, полученными в ходе национального исследования, проведённого в Швейцарии в период с 1952 по 2000 годы и охвативший более 2000 людей, которым диагностировали ОКР и более 6000 людей без этого диагноза.
В пятифакторной модели ОКР наследуемость отдельных факторов (из пяти), составляющих ОКР-симптоматику, составляет от 0,24 до 0,64. В шестифакторной модели ОКР наследуемость отдельных факторов, составляющих ОКР-симптоматику — колеблется от 0,3 до 0,77. Наследуемость симптомов ОКР является полигенной.
Наследуемые особенности строения и функционирования орбитофронтальной, поясной, теменной областей и области стриатума выделяются как компоненты эндофенотипа расстройств обсессивно-компульсивного диапазона. Кроме этого, в качестве генетических детерминант и компонентов эндофенотипа выделяют особенности метаболизма серотонина, дофамина, глутамата и ГАМК, связанные с особенностями строения некоторых подтипов рецепторов к ним, с особенностями строения транспортёров глутамата, а также с особенностями работы таких ферментов, как катехол-О-метилтрансфераза (спорный или слабый результат), моноаминоксидаза А, триптофангидроксилаза 2. Ещё одним компонентом эндофенотипа является нарушение утилизации серотонина, из-за особенностей строения гена транспортёра серотонина.
Есть данные о двух сортах ОКР — с более ранним началом проявления (с большей ролью наследуемости) и с более поздним началом (с меньшей долей наследуемости). И есть данные о том, что ОКР разделяет и генетические детерминанты, и компоненты эндофенотипа с СДВГ.
В эволюционной психологии предлагается обобщение данных о наследуемости ОКР как спектра состояний, умеренные позиции в котором имеют (или имели прежде) адаптивное значение.

## Диагностика
Официальный диагноз может поставить психиатр. Обязательно наличие обсессий и/или компульсий.

### Диагностические критерии DSM-IV-TR
Согласно DSM-IV-TR, обсессии и компульсии при ОКР характеризуются некоторыми специфическими признаками. Эти обсессии имеют медицинское значение, только когда являются повторяющимися и устойчивыми навязчивыми мыслями, побуждениями или мысленными образами и вызывают беспокойство и страдание. Пациент может их или игнорировать, или подавлять, или нейтрализировать другой мыслью или действием и склоняется к тому, что они психологически несовместимы или иррациональны.
Компульсии имеют медицинское значение, когда пациент чувствует переутомление от их исполнения в ответ на обсессии и соответственно страдает. Хотя многие люди, не болеющие ОКР, могут исполнять сходные действия (например, расставлять вещи только по высоте), медицинская значимость появится тогда, когда пациент будет вынужден вести себя не иначе, психологически страдая. Цель этих действий — предупреждение происшествий; однако они с ним логически не связаны или чрезмерны, причём это должен понимать сам пациент. Обсессии и компульсии должны занимать больше часа в день или вызывать трудности в социуме, работе или учёбе. Полезно установить степень расстройств перед лечением ОКР. Кроме времени, потраченного на них пациентом, можно использовать разные шкалы для стандартизации, особенно Y-BOCS (обсессивно-компульсивная шкала Йеля-Брауна).

### Диагностические критерии МКБ-10
Согласно МКБ-10, для постановки диагноза необходимо, чтобы обсессии и/или компульсии проявлялись в более 50 % дней в течение по крайней мере двух недель подряд и быть источником дистресса и нарушения активности. Обсессивные симптомы должны иметь
следующие характеристики:
- а) Они должны быть расценены как собственные мысли или импульсы больного.
- б) Должна быть хотя бы одна мысль или действие, которой больной безуспешно сопротивляется, даже если наличествуют другие мысли и/или действия, которым больной более не сопротивляется.
- в) Мысль о выполнении навязчивого действия не должна быть сама по себе приятна (простое уменьшение напряжённости или тревоги не считается в этом смысле приятным).
- г) Мысли, образы или импульсы должны быть неприятно повторяющимися.

Выполнение компульсивных действий не во всех случаях обязательно соотносится с конкретными навязчивыми опасениями или мыслями, а может быть направлено на избавление от спонтанно возникающего ощущения внутреннего дискомфорта и/или тревоги.
В него включаются:
- обсессивно-компульсивный невроз
- обсессивный невроз
- ананкастный невроз

Для постановки диагноза необходимо предварительно исключить ананкастное расстройство личности (F60.5).

#### Дифференциальный диагноз по МКБ-10
В МКБ-10 отмечается, что дифференциальный диагноз между обсессивно-компульсивным расстройством и депрессивным расстройством (F32 , F33 ) может вызывать трудности, поскольку эти два типа симптомов часто возникают вместе. В остром эпизоде предпочтение отдаётся расстройству, симптомы которого возникли первыми. Когда представлены оба, но ни один не доминирует, рекомендуется предполагать, что депрессия была первичной. При хронических расстройствах рекомендуется отдавать предпочтение тому из расстройств, симптомы которого
сохраняются наиболее часто при отсутствии симптомов другого.
Случайные панические атаки (F41.0) или лёгкие фобические (F40 ) симптомы не считаются препятствием для постановки диагноза ОКР. Однако, обсессивные симптомы, развивающиеся при наличии шизофрении (F20 ), синдрома Жилля де ла Туретта (F95.2 ), или органического психического расстройства, расцениваются как часть этих состояний.
Отмечается, что хотя обсессии и компульсии обычно сосуществуют, целесообразно устанавливать один из этих типов симптоматики в качестве доминирующего, поскольку от этого может зависеть то, как больные реагируют на разные виды терапии.

## Лечение
Современная терапия навязчивых состояний непременно должна предусматривать комплексное воздействие: сочетание психотерапии с фармакотерапией.

### Психотерапия
Самый эффективный психотерапевтический подход при ОКР — когнитивно-поведенческая психотерапия. Идею лечения ОКР когнитивно-поведенческой терапией продвигает американский психиатр Джеффри Шварц. Разработанная им методика позволяет пациенту сопротивляться ОКР, изменяя или упрощая процедуру «ритуалов», сводя её к минимуму. Основа методики — осознание пациентом болезни и пошаговое сопротивление её симптомам.

#### Метод «Четырёх шагов» Джеффри Шварца
По методике четырёх шагов Джеффри Шварца необходимо объяснить больному, какие из его опасений оправданы, а какие вызваны ОКР. Следует провести между ними грань, объяснив больному, как в той или иной ситуации повёл бы себя здоровый человек (лучше, если примером послужит человек, представляющий авторитет для пациента). Как дополнительный приём может использоваться метод «остановки мысли».
В книге «Brain lock: Free yourself from obsessive-compulsive behavior»  Шварц утверждает, что ОКР является результатом биохимического дисбаланса, который «запирает» функции мозга в обсессивно-компульсивном режиме, и что ОКР можно лечить самостоятельно, выполняя 4 шага:
1. Переобозначить (переименовать, "relabel") навязчивые мысли и компульсивные побуждения как именно навязчивые идеи и компульсии, а не называть их настоящими мыслями. На этом этапе может помочь развитие внутреннего "беспристрастного и информированного наблюдателя" ("the impartial and well-informed spectator"), то есть способности посмотреть на свои мысли и побуждения "со стороны".
2. Переосмыслить ("reframe", "reattribute") навязчивые мысли как нарушение работы мозга, называемое ОКР. На этом этапе необходимо отделить навязчивые мысли, побуждения и их внутреннюю фабулу от атрибутов реальности и необходимости.
3. Постараться на какое-то время перефокусироваться ("refocus") на полезную, продуктивную деятельность, даже если навязчивые мысли и побуждения беспокоят вас.
4. Переоценить ("revalue") навязчивости как не имеющие полезного значения в вашей жизни.

Во время выполнения шагов 1 и 2 могут помочь два дополнительных принципа :
1. Предугадывание ("anticipate"). Это означает не удивляться тому, что навязчивости, каким бы характером они не обладали, могут возникать множество раз в день. Осознавая это, как только они проявляются, будет легче и быстрее их переобозначить ("relabel"). Таким образом будет проходить их одновременная переоценка ("revalue").
2. Признание ("accept") наличия недуга, но не согласие, не принятие "навязчивого сюжета". Признание проблемы есть понимание, что навязчивые мысли и побуждения не являются частью личности, а лишь нарушением коммуникации между частями головного мозга.

#### Экспозиция и предупреждение
По мнению некоторых авторов, наиболее эффективная форма поведенческой терапии при ОКР — метод экспозиции и предупреждения. Экспозиция заключается в помещении пациента в ситуацию, которая провоцирует дискомфорт, связанный с обсессиями. Одновременно пациенту даётся инструкция, как сопротивляться выполнению компульсивных ритуалов — предупреждение реакции. По данным многих исследователей, большинство пациентов после этой формы терапии достигают стойкого клинического улучшения. Рандомизированные контролируемые исследования показали, что данная форма терапии превосходит целый ряд других видов вмешательств, включая препараты плацебо, релаксацию и тренинг навыков управления тревогой.
В отличие от медикаментозной терапии, после отмены которой симптоматика обсессивно-компульсивного расстройства часто обостряется, достигаемый поведенческой психотерапией эффект сохраняется в течение нескольких месяцев и даже лет. Компульсии обычно лучше поддаются психотерапии, чем обсессии. Общая эффективность поведенческой психотерапии примерно сопоставима с медикаментозной терапией и составляет 50—60 %, однако многие пациенты отказываются от участия в ней из-за боязни усиления тревоги.
Применяются также групповая, рациональная, психообразовательная (обучение пациента отвлекаться на другие стимулы, облегчающие тревогу), аверсивная (использование болезненных стимулов при появлении навязчивостей), семейная и некоторые другие методы психотерапии.
Психоаналитическая психотерапия может помочь с некоторыми аспектами расстройства. Некоторые психологи и психиатры считают, что психодинамическая терапия, психоаналитическая терапия, гипнотерапия или транзакционный анализ бесполезны для лечения ОКР.

### Терапия психотропными средствами
Среди всех классов психотропных средств наибольшую эффективность при ОКР обнаружили антидепрессанты, в особенности трициклический антидепрессант кломипрамин, который эффективен при навязчивостях вне зависимости от их нозологической принадлежности: как при навязчивостях, сочетающихся с депрессией, так и в рамках невроза или при шизофрении. Показали свою эффективность и антидепрессанты из группы селективных ингибиторов обратного захвата серотонина (сертралин, пароксетин, флуоксетин, флувоксамин, циталопрам, эсциталопрам), а также антидепрессант группы НаССА миртазапин.
При наличии выраженной тревоги в первые дни фармакотерапии целесообразно назначение бензодиазепиновых транквилизаторов (клоназепам, алпразолам, гидазепам, диазепам, феназепам). При хронических формах ОКР, не поддающихся лечению антидепрессантами группы ингибиторов обратного захвата серотонина (около 40 % пациентов), всё чаще применяют атипичные антипсихотики (рисперидон, кветиапин).
По данным многочисленных исследований, применение бензодиазепинов и нейролептиков оказывает в основном симптоматический (анксиолитический) эффект, но не влияет на ядерную обсессивную симптоматику. Более того, экстрапирамидные побочные эффекты классических (типичных) нейролептиков могут привести к усилению навязчивостей.
Есть также данные, что некоторые из атипичных антипсихотиков (обладающие антисеротонинергическим действием — клозапин, оланзапин, рисперидон) могут вызывать и усиливать обсессивно-компульсивные симптомы. Выявляется прямая зависимость между выраженностью такой симптоматики и дозами/продолжительностью применения этих препаратов.
Для усиления действия антидепрессантов можно использовать также нормотимики (препараты лития, вальпроевая кислота, топирамат), L-триптофан, клоназепам, буспирон, тразодон, гонадотропин-рилизинг-гормон, рилузол, мемантин, ципротерон, N-ацетилцистеин.

### Биологическая терапия
Её используют только при тяжёлом течении ОКР, рефрактерном к другим типам лечения. В СССР в таких случаях применяли атропинокоматозную терапию.
На Западе в данных случаях используют электросудорожную терапию. Однако в странах СНГ к ней показания значительно более узкие, и при данном неврозе она не применяется.

### Физиотерапия
По данным за 1905 год, для лечения обсессивно-компульсивного расстройства в дореволюционной России применяли[значимость факта?]:
1. Тёплые ванны (35 °С) длительностью 15—20 минут с прохладным компрессом на голове в хорошо проветренной комнате 2—3 раза в неделю с постепенным снижением температуры воды в форме обтираний и обливаний[25].
2. Обтирания и обливания водой от 31 °С до 23—25 °С[25].
3. Купание в речной или морской воде[25].

## Профилактика
1. Первичная психопрофилактика:
  1. Предотвращение психотравмирующих влияний на работе и в быту.
  2. Предотвращение ятрогений и дидактогений (правильное воспитание ребёнка, например, не прививать ему мнения о его неполноценности или превосходстве, не порождать чувство глубокого страха и вины при совершении «грязных» поступков, здоровые отношения между родителями).
  3. Предотвращение семейных конфликтов.
2. Вторичная психопрофилактика (предотвращение рецидивов):
  1. Изменение отношения больных к психотравмирующим ситуациям путём бесед (лечение убеждением), самовнушения и внушения; своевременное лечение при их выявлении. Проведение регулярной диспансеризации.
  2. Способствование увеличению яркости в помещении — убрать плотные шторы, использовать яркое освещение, максимально использовать светлое время суток, светолечение. Свет способствует вырабатыванию серотонина.
  3. Общеукрепляющая и витаминотерапия, достаточный сон.
  4. Диетотерапия (полноценное питание, отказ от кофе и алкогольных напитков, включить в меню продукты питания с повышенным содержанием триптофана (аминокислоты, из которой образуется серотонин): финики, бананы, сливы, инжир, томаты[85], молоко, сою, чёрный шоколад).
  5. Своевременное и адекватное лечение других заболеваний: эндокринных, сердечно-сосудистых, особенно атеросклероза сосудов мозга, злокачественных новообразований, железо- и витамин B12-дефицитной анемии[86].
  6. Обязательно избегать возникновения пьянства и тем более алкоголизма, наркомании и токсикомании[87]. Употребление алкогольных напитков нерегулярно в малых количествах действует седативно, поэтому не может спровоцировать рецидив. Влияние употребления «лёгких наркотиков» типа марихуаны на рецидив ОКР не исследовалось, поэтому их также лучше избегать.
3. Всё вышесказанное относилось к индивидуальной психопрофилактике. Но необходимо на уровне учреждений и государства в целом проводить социальную психопрофилактику — оздоровление труда и бытовых условий.

## Прогноз
Наиболее характерна для ОКР хронизация. Эпизодическое проявление болезни и полное выздоровление встречается сравнительно редко (острые случаи могут не рецидивировать). У многих больных, особенно при развитии и сохранении одного какого-то типа проявлений (арифмомания, ритуальное мытьё рук), возможно длительно стабильное состояние. В таких случаях отмечаются постепенное смягчение психопатологической симптоматики и социальная реадаптация.
При лёгких формах болезнь, как правило, протекает на амбулаторном уровне. Обратное развитие проявлений наступает через 1—5 лет с момента обнаружения. Могут остаться невыраженные симптомы, которые не нарушают существенно жизнедеятельность, за исключением периодов возросшего стресса или ситуаций, при которых развивается сопутствующее расстройство по оси I (см. DSM-IV-TR), например депрессия.
Более тяжёлые и сложные ОКР с контрастными представлениями, многочисленными ритуалами, осложнением фобиями заражения, загрязнения, острых предметов, и, очевидно, связанными с этими фобиями навязчивыми представлениями, или влечениями, наоборот, могут стать стойкими к лечению, либо обнаружить тенденцию к рецидивированию (50—60 % в первые 3 года) с сохраняющимися, несмотря на активную терапию, расстройствами. Дальнейшее ухудшение этих состояний свидетельствует о постепенном отягощении болезни в целом. Обсессии в этом случае могут быть склонны к расширению. Частая причина их усиления — либо возобновление психотравмирующей ситуации, либо ослабление организма, переутомление и длительное недосыпание.
Предпринимаются попытки установить, каким пациентам необходима длительная терапия. Приблизительно в двух третях случаев улучшение при терапии ОКР наступает в течение 6 месяцев — 1 года, чаще к концу этого периода. В 60—80 % состояние не просто улучшается, а наступает практически выздоровление. Если заболевание продолжается более года, то в его течении наблюдаются колебания — периоды обострений перемежаются с периодами ремиссии, длящимися от нескольких месяцев до нескольких лет. Прогноз хуже, если речь идёт об ананкастной личности с тяжёлыми симптомами заболевания, или если в жизни больного присутствует непрерывный стресс. Тяжёлые случаи могут быть чрезвычайно стойкими; например, в результате исследования госпитализированных больных с ОКР обнаружено, что у трёх четвертей из них симптоматика осталась без изменений и спустя 13—20 лет. Поэтому успешное медикаментозное лечение необходимо продолжать в течение 1—2 лет, прежде чем рассматривать возможность отмены, и прекращение фармакотерапии должно быть тщательно рассмотрено, а большинству пациентов рекомендуется продолжать лечение в какой-либо форме. Существуют данные о том, что когнитивно-поведенческая психотерапия может иметь более продолжительный эффект, чем некоторые СИОЗС после прекращения приёма. Также доказано, что люди, улучшение состояния которых основано только на медикаментозной терапии, склонны переживать рецидивы после отмены препарата.
Без лечения симптомы ОКР могут прогрессировать до такой степени, что, влияя на жизнь пациента, нарушают его способность работать и сохранять важные взаимоотношения. У многих людей с ОКР возникают мысли о самоубийстве.
Специфические симптомы ОКР редко прогрессирует до развития физических нарушений. Тем не менее, такие симптомы, как компульсивное мытьё рук, могут привести к сухости и даже повреждению кожи, а повторяющаяся трихотилломания — к образованию корок на голове пациента.
Однако в общем, ОКР, по сравнению с эндогенными психическими заболеваниями, как и все неврозы, имеет благоприятное течение. Хотя лечение одного и того же невроза у разных людей может сильно отличаться в зависимости от социального, культурного и интеллектуального уровня пациента, его пола и возраста. Так, наиболее успешнее результаты у пациентов в возрасте 30—40 лет, женщин и женатых.
У детей и подростков ОКР, наоборот, устойчивее других эмоциональных расстройств и неврозов и без лечения через 2—5 лет очень малое их количество полностью выздоравливает.
От 30 % до 50 % детей, страдающих обсессивно-компульсивным расстройством, продолжают проявлять его симптомы по прошествии от 2 до 14 лет после постановки диагноза. Хотя у большинства, вместе с проходившими медикаментозное лечение (например, СИОЗС), наблюдается небольшая ремиссия, однако полностью её достигает менее 10 %. Причинами неблагоприятных последствий этого заболевания являются: слабый первичный ответ на терапию, тиковые расстройства в анамнезе и психопатия одного из родителей. Таким образом, обсессивно-компульсивное расстройство является для значительного числа детей серьёзным и хроническим заболеванием.
В некоторых случаях возможно состояние, граничащее между неврозом и ананкастным расстройством личности, чему благоприятствуют: акцентуация личности по психастеническому типу, инфантилизм личности, соматическая болезнь, длительная психотравма, возраст свыше 30 лет или длительный ОКР, развивающееся в 2 этапа:
1. Депрессивный невроз (МКБ-9:300.4 / МКБ-10:F32.0, F33.0, F34.1, F43.21).
2. Обсессивное пограничное состояние (по О. В. Кербикову) с преобладанием обсессий, фобий и астении[101].

### Характеристика когнитивной (познавательной) функции
Исследование 2009 года, которое руководствовалось совокупностью нейропсихологических заданий, чтобы оценить 9 познавательных областей особым центром исполнительных функций, пришло к умозаключению, что обнаружилось немного нейропсихологических отличий между людьми с ОКР и здоровыми участниками, когда контролировались сопутствующие факторы.

### Трудовая экспертиза
Неврозы обычно не сопровождаются временной утратой трудоспособности. При затянувшихся невротических состояниях врачебная комиссия (ВК) решает вопрос об изменении условий труда и переводе на более лёгкую работу. В тяжёлых случаях ВК направляет больного на медико-социальную экспертную комиссию (МСЭК), которая может определить III группу инвалидности и дать рекомендации, касающиеся вида труда и условий работы (облегчённый режим, укороченный рабочий день, работа в небольшом коллективе).

### Законодательство за рубежом
Хотя исследования утверждают, что больные ОКР обычно поразительно предрасположены обеспечивать безопасность себя и окружающих, некоторые страны имеют общий закон о психических болезнях, который может оказывать неблагоприятное воздействие на гражданские права и свободы больных ОКР.

## В культуре
- Наиболее показательным примером человека с синдромом ОКР является главный герой драмы Марека Котерского «День психа» — Адась Мяучиньский (в исполнении Марека Кондрата), описанию жизни которого, а именно распорядку дня, ежедневным ритуалам, магии чисел, отношению к внешним раздражителям и поведению в социуме посвящён весь фильм[107].
- В фильме Мартина Скорсезе «Авиатор» главный герой (Говард Хьюз в исполнении Леонардо Ди Каприо) страдал ОКР[108].
- В фильме «Лучше не бывает» главный герой (Мелвин Аделл в исполнении Джека Николсона) страдал целым комплексом ОКР. Он постоянно мыл руки, причём в кипятке и каждый раз новым мылом, носил перчатки, ел только своими столовыми приборами, боялся наступить на трещинку в асфальте, избегал прикосновений посторонних людей, имел свой ритуал включения света и закрывания замка[109].
- В сериале «Клиника» доктор Кевин Кейси в исполнении Майкла Джей Фокса страдает ОКР со множеством ритуалов[110].
- В романе Орсона Скотта Карда «Ксеноцид» искусственно выведенный подвид людей, «говорящие с богами», страдают ОКР, а их компульсивные жесты считаются обрядом очищения[111].
- В фильме «Грязная любовь» довольно реалистично показаны симптомы ОКР и синдрома Туретта, из-за которых главный герой Марк в исполнении Майкла Шина теряет дом, жену и работу[112].
- В сериале «Девочки» главная героиня Ханна Хорват страдает ОКР, которое выражается в постоянном счёте до восьми[113].
- Главный герой сериала «Монк» страдает ОКР[114].
- В фильме «Тронутые[англ.]» один из главных героев страдает ОКР[115].
- В сериале «Хор» школьный психолог Эмма Пиллсбери помешана на чистоте из-за ОКР[116].
- В сериале «Скорпион» один из героев — Сильвестр Додд — страдает ОКР[117].
- В фильме Ларса фон Триера «Дом, который построил Джек» главный герой — серийный убийца страдает ОКР[118].
- В четвёртом сезоне сериала «Фарго» присутствует коррумпированный офицер полиции Одис Уэфф, страдающий ОКР[119].
- В криминальной драме Эдварда Нортона «Сиротский Бруклин» главный герой помимо Синдрома Туретта, страдает ещё и ОКР, одним из проявлений которого в фильме показывается навязчивое упорядочивание вещей[120].

## Факты
- В 2000 году группа учёных-химиков (Донателла Мараззити, Алессандра Росси и Джованни Баттиста Кассано из Пизанского университета и Хагоп Сурен Акискал из Калифорнийского университета в Сан-Диего) получили Шнобелевскую премию в области химии за открытие того, что на уровне биохимии романтическую любовь невозможно отличить от тяжёлого обсессивно-компульсивного расстройства[121].